# Parastassis Síndomi Khroniké
Parastassis Síndomi Khroniké (en grec Παραστάσεις σύντομοι χρονικαί, "breus notes històriques") és un conjunt d’escrits de caràcter laic i d'origen romà d'Orient, compostos al llarg del segle viii per part de diversos autors. Les obres contenen descripcions de la ciutat de Constantinoble i els seus monuments, particularment estàtues antigues, així com la seva història i les profecies que elles encarnen respecte al futur de l'imperi. Tots els autors reivindiquen la seva pertinença a velles nissagues de la ciutat de Constantinoble, i mostren un rebuig clar cap a la incorporació al servei imperial de persones vingudes de fora. L’exemplar complert més recent que es conserva és un manuscrit de 23 folis, escrit en el segle xi, amb el títol de Parastassis Síndomi Khroniké, encara que aquest potser no n’era l’original.
El valor actual d'aquest obra rau en posar de manifest les tensions existents entre la voluntat centralitzadora de poder dels emperadors romans d'Orient vers el particularisme de l'aristocràcia tradicional com, especialment, testimoni de les obres d’art de la ciutat de Constantinoble en el segle viii. De fet, aquesta obra és la principal font d’informació sobre les obres ubicades a l'hipòdrom de Constantinoble, entre les quals es troba els cavalls de Sant Marc, la quadriga que fou part del botí venecià després de prendre la ciutat el 1204, en la Quarta Croada.

## Context històric
En l'Imperi Romà d'Orient, el període comprés entre els anys 650 i 750 estigué marcat per un increment substancial de funcionaris de fora del cercle habitual de la burocràcia imperial al servei de l’emperador romà d'Orient, la qual cosa implicava una reducció en el nombre de càrrecs ostentats per l'elit tradicional. Aquesta obra es pot veure com una reacció contrària als nouvinguts i a l'emperador Justinià II en concret (gobernant entre 685-695 i 705-711), el qual regnà amb manca de tacte i crueltat per restaurar l'antic esplendor de l'Imperi Romà d'Orient i assegurar la successió del seu fill al tron. Malgrat els seus esforços, un cop de palau el destronà, i ell i els seus fills acabaren morts.
Entre els anys 650 i 750 va créixer paulatinament el nombre d'estrangers, amb noms no grecs, que ostentaven els càrres de patrikios (patrici), hypatos (cònsol) i apo hypaton (antic cònsol). El regnat de Justinià II va estar marcat per un alt grau de conflicte entre l'emperador i el seus nous funcionaris forasters versus les velles famílies senatorials.

## Obra
Els estudiosos que van examinar inicialment el manuscrit proposen que va ser escrit entre els anys 775 i 843. El fet que sembla que es tracti originalment d'un conjunt d'escrits elaborats per diversos autors al llarg del segle viii dificulta la hipòtesi d'una única data d'autoria. El manuscrit forma part d’un conjunt de cinc relats que tracten sobre la Constantinoble medieval, coneguts col·lectivament com la Pàtria de Constantinoble. Els cinc textos, que originalment es van reunir com a recopilació a finals del segle x, van ser editats i publicats en grup per primera vegada per Theodore Preger el 1902 a Leipzig, sota el títol de Scriptores originum Constantinopolit.

## El contingut
L’obra està dividida en diversos capítols. Les estàtues de Constantinoble tenen un gran protagonisme en el conjunt de l’obra. Tots els capítols excepte deu n’inclouen descripcions. Els compresos entre l’1 i el 26 descriuen diversos llocs de referència (esglésies, muralles, mansions, ..). Els capítols 27 i 28 expliquen la història d’Himerios, mort per la caiguda d’una estàtua. Els capítols 29 al 36 contenen un ‘’catàleg de dones’’, el qual tracta principalment d’estàtues d’emperadrius. Els capítols 37 a 43 fan referència a grups d’estàtues que tenen el poder de preveure el futur de la ciutat. El capítol 44 descriu una estàtua en concret. Els capítols 45 a 65 expliquen els fets de diversos emperadors, culminant amb la llegenda de la conquesta de Bizanci per part de Constantí I el Gran, detallant en els capítols 61 a 64 l'Hipòdrom de Constantinoble i les diverses estàtues que l’emperador hi feu erigir. Els últims capítols, del 66 al 89, presenten breus descripcions de monuments sense cap ordre aparent.
Al llarg del text s'estableix un contrast entre els emperadors del passat, que van eregir les estàtues que contenen profecies, i els emperadors del present, que són subjectes passius de les profecies més pessimistes. Però l'únic emperador que es fortament criticat es Justinià II
Els autors dels escrits es proclamen descendents de la vella aristocràcia senatorial, les que han transmès a través de les generacions el coneixement de com governar l'imperi, a partir de les profecies contingudes en les estàtues eiegides pels primers emperadors. Durant un temps, els successius emperadors també tenien aquest coneixement, però el van perdre. Aquest fet implica que l'emperador necessita de la classe dominant tradicional per poder governar efectivament, mentre que els nouvinguts no tenien aquest coneixement.
Els successius emperadors van ser conscients d’aquestes crítiques, i la seva reacció a partir del segle viii va ser intentar conèixer el futur de l’imperi a través de l'astronomia. Aquesta tècnica els permetria conèixer el futur i ser independents de l'aristocràcia tradicional.